# 성 호르몬

에스트라디올은 남성과 여성 모두에게 중요한 에스트로겐 성 스테로이드이다.

성 호르몬(sex hormone) 또는 성 스테로이드(sex steroid) 또는 생식샘 스테로이드(gonadal steroid, gonadocorticoid, 성선 스테로이드, 생식선 스테로이드)는 척추동물의 안드로겐이나 에스트로겐 수용체와 반응하는 스테로이드 호르몬이다.

## 분비
자연 성 스테로이드는 생식샘(난소나 고환), 부신, 또 간과 지방과 같은 기타 조직의 기타 성 스테로이드의 변환에 의해 분비된다.

## 유형
성 스테로이드는 다음을 포함한다:
- 안드로겐
  - 안드로스텐디올
  - 안드로스테네디온
  - 디히드로에피안드로스테론
  - 디하이드로테스토스테론
  - 테스토스테론
- 에스트로겐
  - 에스트라디올
  - 에스테트롤
  - 에스트리올
  - 에스트론
- 황체 호르몬
  - 프로게스테론
  - 프로게스토젠(또는 프로게스타겐)
  - 프로게스틴

## 같이 보기
- 방출 호르몬